# Andrei Dolineaschi
Andrei Dolineaschi (n. 21 iunie 1975, Botoșani, România) este un politician român, fost deputat în Parlamentul României, din partea PSD, în  legislatura 2008 - 2016.

## Acuzații de corupție
În decembrie 2015, DNA a dispus extinderea urmăririi penale asupra lui Andrei Dolineaschi sub acuzația de complicitate la folosirea influenței sau autorității pentru obținerea de bunuri ori foloase necuvenite. Acesta este suspectat de demersuri ilegale spre numirea unor anumiți candidați la ocuparea unor posturi în cadrul Administrației Județene a Finanțelor Publice Satu Mare. Dosarul a fost clasat.

## Legături externe
- Andrei Dolineaschi Arhivat în 6 octombrie 2014, la Wayback Machine. pe site-ul Camerei Deputaților.